# Weißer Umber

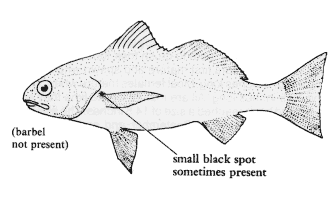
Genyonemus_lineatus

Der Weiße Umber (Genyonemus lineatus) (engl.: White Croaker oder span.: Roncador blanco) ist ein Umberfisch der nordamerikanischen Westküste. Ursprünglich wurde er 1855 von William Orville Ayres als Leiostomus lineatus beschrieben, aber später in eine eigene Gattung mit dem Namen Genyonemus gestellt. Das Wort Genyonemus könnte mit „Kinnfaden“ übersetzt werden – obwohl der Weiße Umber keinerlei Bartel besitzt. Es steht aber nun fest, dass „Genyonemus“ ein Schreibfehler im Manuskript oder (eher) ein Lesefehler eines Schriftsetzers ist: für Genyanemus („Kinn ohne Faden“!). Wenn man spitzfindig sein will, könnte man den Namen allerdings auch als Haplologie von „Genyonenemus“ erklären (was „Kinn ohne Bartel“ heißen würde).

## Merkmale
Der Körperbau des Weißen Umbers ist langgestreckt und seitlich leicht abgeflacht. Der Kopf ist stumpf abgerundet, das Maul ist leicht unterständig, wie bei den meisten Fischen, die ihre Nahrung hauptsächlich auf dem Grund suchen. Seine Farbe ist blass bräunlich bis gelblich, gegen den Rücken zu silbrig. Die Flossen sind gelb bis weiß.
Der Weiße Umber ist dem Augenfleck-Umber (Leiostomus xanthurus) in Größe (bis knapp über 40 cm) und Lebensweise recht ähnlich. Er hat keinen Augenfleck, aber an der Brustflossenbasis mitunter einen dunkel gefärbten, kleinen „Spoiler“ (Axillarschuppe).
Der Weiße Umber ist wie der Augenfleck-Umber monotypisch, also die einzige Art seiner Gattung. Er besitzt 25 Wirbel.
Flossenstrahlen: D1 XII–XV, D2 I/20–23, A II/10–12.
Durch die 12–15 Flossenstrahlen der ersten Rückenflosse unterscheidet sich der Weiße Umber von allen anderen Umberfischen mit unterständigem Maul, da diese nicht mehr als 11 Flossenstrahlen haben. Er besitzt keinen fleischigen Fortsatz (Bartel) an der Kinnspitze wie Menticirrhus undulatus aus der verwandten Gattung der Königsfische und Umbrina roncador aus der Gattung Umbrina, die im gleichen Verbreitungsgebiet auftreten.

## Lebensraum
Sein Vorkommen erstreckt sich entlang der Westküste des nordamerikanischen Kontinents  zwischen  Baja California und dem Barkley Sound in British Columbia, seine Häufigkeit ist jedoch nördlich von San Francisco rasch abnehmend.
Der Weiße Umber ist an der Westküste die vikariierende Art des verwandten Augenfleck-Umbers von der nordamerikanischen Ostküste, d. h., er vertritt ihn geographisch, hat aber ähnliche ökologische Ansprüche wie dieser. Er schwimmt über sandigen Grund und ernährt sich von Borstenwürmern, kleinen Garnelen, Krabben und Weichtieren.
Er ist ein ebenfalls viel gefangener und wohlschmeckender Nutzfisch, aber für Sportfischer unbedeutend wie der Augenfleck-Umber – höchstens als Köder zu gebrauchen.